# 照門
照门（rear sight）和准星（front sight）是大多数枪械上都配备的基本机械瞄具。射手将视线顺着照门和准星对在一起即形成瞄准线（line of aim），将瞄准线再与目标对准就是俗称的“三点一线”。
在射击时，射手会尽可能的让视线穿过照门的中央部位对准前方的准星，然后在目光聚焦在准星位置的情况下再将准星上端与目标中心对齐，在稳定瞄准后即可以开火。这种基本瞄准法非常考验射手的肉眼目测能力，而且通常只适合中、近距离的目标好使，因为准星本身会遮挡瞄准点正下方的部分视野，使得射手在抬高仰角射击远处目标时进行瞄准。在需要精确射击远处目标的时候，通常会使用光学原理的瞄准镜。